# Megaselia discrepans
Megaselia discrepans är en tvåvingeart som beskrevs av Borgmeier 1971. Megaselia discrepans ingår i släktet Megaselia och familjen puckelflugor.
Artens utbredningsområde är Costa Rica. Inga underarter finns listade i Catalogue of Life.